# Fernandel al trapezio volante
Fernandel al trapezio volante (L'acrobate) è un film del 1941 diretto da Jean Boyer.